# دومین بی‌آرسی‌تی
دومِـین بی‌آرسی‌تی (انگلیسی: BRCT domain) یک خانواده از پروتئین‌هایی است که از لحاظ تکاملی با مرتبط و هم‌خانواده‌اند و نامش برگرفته از عبارت «دومِـین ریشهٔ کربوکسیل BRCA1» است. این پروتئین در ترمیم دی‌ان‌ای نقش دارد و یک نشانگر زیستی برای سرطان پستان است.
این دومِـین بیشتر در پروتئین‌هایی یافت می‌شود که در نقاط وارسی چرخهٔ سلولی نقش داشته و به آسیب‌های دی‌ان‌ای حساس هستند. به‌عنوان مثال این دومین در پروتئین BRCA1 وجود دارد.
دومِـین بی‌آرسی‌تی در حدود ۱۰۰ توالی تکرارشونده آمینو اسیدی دارد که به نظر می‌رسد همچون یک دومِـین متصل‌شونده به فسفوپروتئین‌ها عمل می‌کند.